# کلارنس سی. دیل
کلارنس سی. دیل (به انگلیسی: Clarence C. Dill) سناتور سابق عضو حزب دموکرات ایالات متحده آمریکا بود. وی در سال ۱۹۲۳ تا ۱۹۳۵ میلادی سناتور ایالت واشینگتن در سنای ایالات متحده آمریکا بود.